# Superman & Batman - Gerações
Superman & Batman - Gerações foi o título usado em três séries de histórias em quadrinhos da DC Comics publicadas pelo selo Elseworlds, escrita e desenhada por John Byrne.